# ЛГБТ-культура в Нью-Йорке
ЛГБТ-культура в Нью-Йорке (англ. LGBT culture in New York City) — гомосексуальная субкультура в городе Нью-Йорк, сформированная одним из самых больших и влиятельных ЛГБТ-сообществ в мире. Зародилась после окончания Второй мировой войны в 1945 году. В 1969 году полицейский рейд на гей-бар Стоунволл-инн в Гринвич-Виллидж привёл к массовым беспорядкам, положившим начало современной борьбе за права ЛГБТ. В настоящее время ЛГБТ-сообщество Нью-Йорка является самым большим в США. По состоянию на 2005 год в Нью-Йорке проживали 272 493 гомосексуальных и бисексуальных человека, а в Нью-Йоркской агломерации — 568 903 человека, идентифицирующих себя с ЛГБТ. В Нью-Йорке также находится больше всего трансгендерных людей в США; в 2018 году их численность составила около 50 000 человек, проживающих, главным образом, на Манхэттене и в Квинсе. Гомосексуальная субкультура является неотъемлемой частью Нью-Йорка, такой же, как жёлтое такси, небоскрёбы и бродвейский театр.

## Формирование сообщества
В XVII—XVIII веках, среди первых европейских поселенцев, на территории современного Нью-Йорка уже жили гомосексуалы, о чём свидетельствуют процессы в судах Новой Голландии и Нового Йорка. Законодательные акты против содомии в этих колониях предусматривали за однополые отношения длительный тюремный срок в одиночной камере, каторжные работы и смертную казнь. После обретения колонией независимости и её вступлению на правах штата в Соединённые Штаты Америки, город Нью-Йорк стал крупнейшим городом нового государства. В первой половине XIX века его население почти удвоилось, и в это же время в Нью-Йорке появились первые зачатки гомосексуальной субкультуры. В середине XIX века здесь жили и работали поэт Уолт Уитмен и писатель Горацио Элджер, которые оба были мужчинами, практикующими секс с мужчинами. В 1888 году в Нью-Йорке были открыты турецкие бани Эверарда, которые стали местом встреч местных гомосексуалов. В 1895 году в городе появился клуб под названием «Круг гермафродитов», участники которого «объединились для защиты от жестокого преследования в мире». Членом клуба была Дженни Джун (урождённый Эрл Линд), которая называла себя «андрогиной» и описывала, как «человека с мужскими гениталиями, чьё психическое состояние и сексуальные предпочтения относятся к женскому типу».
Тем не менее, положение ЛГБТ в Нью-Йорке в первой половине XX века было по прежнему сложным из-за диффамации и маргинализации ЛГБТ, прежде всего со стороны организаций квази-религиозного характера, таких как Общество по борьбе с порочностью. Постоянные рейды полиции на бани гомосексуалов, ужесточение законодательства в отношении мужчин и женщин с отличной от гетеросексуальной ориентацией, законы разрешавшие стерилизацию и лоботомию гомосексуалов, продолжались вплоть до конца Второй мировой войны.
Писатель Чарльз Кайзер в своей книге «Метрополия геев: историческая веха в жизни гомосексуалов Америки», о жизни гомосексуалов в США после Второй мировой войны, написал: «Нью-Йорк стал буквально метрополией гомосексуалов для сотен тысяч переселенцев, как из самих Соединенных Штатов, так и из-за их пределов. Штат стал местом, которое эти люди выбрали, чтобы научиться здесь жить открыто, честно и без стыда».
В 1948 году в Нью-Йорке издательством «Даттон» был опубликовал роман нью-йоркского писателя Гора Видала «Город и столб», ставший первым романом, в котором главный положительный персонаж был открытым гомосексуалом. Роман вызвал скандал в обществе, а имя и книги автора на следующие шесть лет попали в «чёрный список». Но уже в 1950 году в Нью-Йорке закон о содомии был перенесён из уголовных в разряд административных правонарушений с максимальным тюремным сроком в шесть месяцев. Тем не менее, политика диффамации и маргинализации ЛГБТ со стороны официальных властей продолжала оставаться неизменной. Жители гомосексуальных деревень Нью-Йорка по прежнему становились жертвами рейдов полиции.
Реакцией на подобное отношение стало возникновение первых ЛГБТ-организаций. В 1955 году в Нью-Йорке появилось отделение Общества Маттачине, а в 1958 году отделение Дочерей Билитис. ЛГБТ Нью-Йорка всё больше осознавали свою причастность к единой социальной группе. Когда, пришедшая к власти во второй половине 1960-х годов, новая администрация Нью-Йорка усилила давление на горожан ЛГБТ, то после очередного рейда полиции на гей-бар Стоунволл-инн в июне 1969 года начались волнения, вошедшие в историю под названием Стоунволлского восстания. Впервые ЛГБТ организованно выступили в защиту собственных прав, что послужило началом к постепенному изменению их положения в обществе, и, как следствие, развитию гомосексуальной субкультуры в Нью-Йорке. В настоящее время ЛГБТ-сообщество города Нью-Йорка является одним из самых больших и влиятельных сообществ лесбиянок, геев, бисексуалов и трансгендеров в США.

## Организации
В Нью-Йорке действует Общественный центр лесбиянок, геев, бисексуалов и трансгендеров, который расположен на 13-й Западной улице (англ. West 13th Street) в квартале Вест-Виллидж, в Нижнем Манхэттене. Одним из проектов центра является Бюро общих служб — квир отдел (BGSQD), который представляет собой одновременно культурный центр, книжный магазин и пространство для проведения мероприятий. В здании 305 на Седьмой авеню Нью-Йорка находится крупнейшая и старейшая в США организация, занимающаяся улучшением жизни лесбиянок, геев, бисексуалов и трансгендеров — Юридические услуги для пожилых ЛГБТ (SAGA), отделения которой работают в боро Гарлем, Бронкс, Бруклин и Статен-Айленд. В Нью-Йорке также расположена штаб-квартира правозащитной организации Лямбда Легал, специализирующейся на защите прав представителей ЛГБТ и людей с ВИЧ/СПИДом и действующей с 1971 года.

## Кварталы
В боро Манхэттен есть несколько кварталов и мест, значительная часть жителей которых, относятся ЛГБТ-сообществу. Центром социализации гомосексуалов в истории города стал квартал Челси. Другими важными кварталами для истории ЛГБТ-движения в Нью-Йорке являются Гарлем и Гринвич-Виллидж — культурный центр ЛГБТ-сообщества города. В его западной части, Вест-Виллидж, находится улица Кристофер-стрит, на которой происходили события, вошедшие в историю под названием Стоунволлского восстания. В Гринвич-Виллидж жили и работали поэт Аллен Гинзберг и писатель Уильям С. Берроуз, которые прямо и честно писали о феномене гомосексуальности. В кварталах Ист-Виллидж / Нижний Ист-Сайд, Адская кухня и Морнингсайд-Хайтс также живёт значительное число ЛГБТ-людей.
В боро Бруклин проживает самое большое число однополых пар в городе. Однополые браки в Нью-Йорке были узаконены 24 июня 2011 года. Квартал Парк-Слоуп пользуется большой популярностью среди лесбиянок. Значительная часть ЛГБТ также проживает в квартале Проспект-Хайтс.
В боро Квинс предпочитают селиться трансгендеры. Больше всего их в кварталах Эльмхерст и Джэксон-Хайтс, которые являются главными центрами трансгендерного сообщества Нью-Йорка и в совокупности составляют крупнейший трансгендерный центр в мире. Значительно присутствие ЛГБТ и в квартале Астория.

## Институты
Бронкская академия искусств и танца, основанная в 1998 году, занимается исследованиями в области ЛГБТ-культуры и предлагает программы по обучению ЛГБТИК-визуальных художников и танцоров. В районе Сохо расположен Музей гомосексуального искусства Лесли — Ломан — единственный в мире музей, собрания которого состоят из произведений искусства, основанных на опыте ЛГБТИК. В фондах Лесбийского исторического архива в боро Бруклин хранится 12 000 фотографий, более 11 000 книг, 1300 периодических изданий, 600 видеороликов и тысячи разных предметов.
Департамент образования города Нью-Йорк курирует школу имени Харви Милка в Манхэттене, в которой, вместе учатся, как подростки — бинарные гетеросексуалы, так и ЛГБТ-подростки.
В боро Манхэттен также расположена синагога Конгрегация Бейт Симхат Тора (CBST), основанная в 1973 году и заявляющая о себе, как о крупнейшей в мире ЛГБТ-синагоге. Метропольная общинная церковь Нью-Йорка (MCCNY) открыта для представителей ЛГБТ. Она находится в квартале Адская кухня и является частью Метропольной общинной церкви.
Конгрегация Колот Чайену (Голоса наших жизней) в боро Бруклин была основана борцами за социальную справедливости раввином Эллен Липпман и кантором Лизой Сегал. Нынешние духовенство конгрегации состоит из ЛГБТИК, как и большая часть собрания является ЛГБТИК или людьми, связанными с представителями ЛГБТИК.

## Памятники и знаковые места
Самым знаковым местом ЛГБТ-истории и культуры в Нью-Йорке является Стоунволлский национальный памятник, который имеет статус национального памятника США, присвоенный ему президентом Бараком Обамой 24 июня 2016 года, и входит в Национальный реестр исторических мест США. Памятник включает квартал на пересечении улиц Кристофер-стрит и Седьмой авеню с гей-баром Стоунволл-инн и парком на Кристофер-стрит. В последнем находится монументальная композиция Джорджа Сигала «Освобождение гомосексуалов», представляющая собой почти идентичную копию композиции в Стэнфордском университете.
Мемориал жертвам СПИДа в Нью-Йорке в память о более, чем ста тысяч мужчин, женщин и детей — жителей Нью-Йорка, которые умерли от СПИДа был открыт в городе во Всемирный день борьбы со СПИДом 1 декабря 2016 года. Значительная часть пострадавших во время эпидемии ВИЧ / СПИДа в Нью-Йорке были представителями местного ЛГБТ-сообщества.
25 июня 2017 года, во время марша достоинства в Нью-Йорке, губернатор штата Нью-Йорк Эндрю Куомо объявил, что художник Энтони Гойколеа был выбран штатом для создания первого официального памятника ЛГБТ по заказу штата Нью-Йорк, в отличие Стоунволлского национального памятника, который был заказан федеральным правительством США. Памятник планируется поставить в Гудзон-Ривер-парке в Манхэттене, недалеко от набережной с пирсами у реки Гудзон, которые длительное время служили местом встреч для ЛГБТ Нью-Йорка.
К исторически важным местам для ЛГБТ-сообщества Нью-Йорка относятся Книжный магазин имени Оскара Уайльда, первый книжный магазин в городе, посвящённый литературе о геях и лесбиянках (открыт в 1967 году) и ресторан «Джулиус», старейший гей-бар в городе (открыт в 1867 году, гей-френдли с 1966 года), частыми посетителями которого были драматург Теннесси Уильямс, писатель Трумэн Капоте и танцор Рудольф Нуреев. В 2016 году «Джулиус» был включён в Национальный реестр исторических мест США.
Проект по местам ЛГБТ-истории Нью-Йорка отображает историю местного ЛГБТ-сообщества, квартал за кварталом. На интерактивной карте представлены места, имеющие важное значение для ЛГБТ-культуры Нью-Йорка в таких областях, как искусство, литература и социальная справедливость, а также важные места для встреч, такие, как бары, клубы и общественные центры.

## Медиа
С 1994 года в Нью-Йорке печатается и бесплатно распространяется еженедельная газета «Новости города гомосексуалов» (англ. Gay City News), тираж которой составляет около 50 000 экземпляров, что делает издание самой массовой ЛГБТ-газетой в США. С 2001 года в городе издаётся бесплатный ежемесячный журнал для лесбиянок «Джи О» (англ. GO), который печатается тиражом в 30 000 экземпляров и распространяется в Нью-Йорке и десяти других крупных городах. С 1990 года в Нью-Йорке раз в два месяца выходит журнал для геев и лесбиянок «Метро Источник» (англ. MetroSource), общий тираж которого составляет около 130 000 экземпляров, что делает издание вторым по величине периодическим изданием для гомосексуалов в США.
С 1982 года в Нью-Йорке на радио Пасифика с 21.00 по 22.00 выходит радио-передача «Выход ФМ» (англ. Out FM), посвящённая проблемам и жизни местного ЛГБТ-сообщества. Передача является одной из самых старых квир-программ в США.
Ранее в Нью-Йорке издавались следующие периодические издания ЛГБТ: с 1977 по 1979 год еженедельная газета «Гомосексуальная неделя» (англ. Gaysweek), с 1997 по 2009 год бесплатная еженедельная газета «Нью-Йоркский клинок» (англ. The New York Blade), с 1993 по 2016 год еженедельный журнал для геев «Следующий» (англ. Next), с 1980 по 1997 год еженедельная газета для бисексуалов «Уроженец Нью-Йорка» (англ. New York Native). В Нью-Йорке издаётся «ЛГБТИК руководство по услугам и предложениям для лесбиянок, геев, бисексуалов, транссексуалов и квиров» (англ. LGBTQ Lesbian, Gay, Bisexual, Transgender & Queer Guide of Services and Resources).

## Акции
Организация Наследие прайда, или Нью-Йорк-сити прайд организует мероприятия для сообщества ЛГБТИК, такие как Марш достоинства в Нью-Йорке. В городе проходят Нью-Йоркский фестиваль ЛГБТ-кино и фестиваль квир-кино MIX NYC. На ежегодном Фестивале свежих фруктов демонстрируются картины ЛГБТ-художников. Компания «Туры по галереям Нью-Йорка» (англ. New York Gallery Tours) предлагает ежемесячный тур по художественным выставкам ЛГБТ.
Исторический парад Дня Святого Патрика не позволял открыто участвовать группам ЛГБТ. Однако организаторы объявили, что в 2015 году первая ЛГБТ-группа получит разрешение на участие в шествии. ЛГБТ участвуют в Блэк-прайде, марше афроамериканцев, который проходит в Нью-Йорке ежегодно в августе. Каждую весну в городе работает крупнейшая в США ЛГБТ книжная ярмарка «Радуга».